# Algés
Algés é uma vila portuguesa do município de Oeiras que foi sede da extinta Freguesia de Algés, freguesia que existiu de 1993 a 2013 e que tinha 1,92 km² de área e 22 273 habitantes (2011), e, por isso, uma densidade populacional de 11 600,5 hab./km². 
Em 2013, a Freguesia de Algés foi agregada às Freguesias de Linda-a-Velha e de Cruz Quebrada/Dafundo para criar a União das Freguesias de Algés, Linda-a-Velha e Cruz Quebrada - Dafundo. 
A Freguesia de Algés era limitada a leste por Pedrouços e Belém (Município de Lisboa) desfrutando da proximidade do Parque de Monsanto; a nordeste com Miraflores, a noroeste com Linda-a-Velha, a oeste com o Dafundo, e finalmente a sul com o Gargalo do Tejo.

## História
Algés remonta à ocupação árabe da Península Ibérica, sendo possível que o seu topónimo tenha a mesma origem (al-geis, «o giz») e demonstrando a existência de jazidas onde se procedia à extracção de giz no tempo da ocupação muçulmana da Península Ibérica e em períodos anteriores.[carece de fontes?] A zona histórica de Algés terá sido estabelecida por razões de segurança na parte mais elevada da vila, atualmente designada Algés de Cima. Pela sua proximidade a Lisboa e à ribeira que drenava a zona, a sua economia sustentava-se na produção de verduras e pomares destinados ao abastecimento da capital. A construção de estururas defensivas ao longo do Tejo leva a que o núcleo urbano inicie a sua expansão para as zonas baixas e, com a construção do aterro da Linha de Cascais em 1890, na zona ribeirinha, este fenómeno é potenciado. À semelhança das restantes localidades servidas pelo caminho de ferro, a melhoria das acessibilidades levam a que a vila seja procurada para atividades de recreio e lazer. No século XX, com as carreiras de elétricos e a abertura de várias avenidas e da Estrada Marginal, o desenvolvimento urbano consolida-se, sendo um dos primeiros lugares do concelho de Oeiras a transformar-se numa área residencial de grande densidade.
A povoação de Algés, foi elevada à categoria de vila em 16 de Agosto de 1991, tendo a Freguesia de Algés sido oficialmente criada em 11 de Junho de 1993, por desmembramento da freguesia de Carnaxide. 

## Demografia
| População da freguesia de Algés | População da freguesia de Algés | População da freguesia de Algés | População da freguesia de Algés | População da freguesia de Algés | População da freguesia de Algés | População da freguesia de Algés | População da freguesia de Algés | População da freguesia de Algés | População da freguesia de Algés | População da freguesia de Algés | População da freguesia de Algés | População da freguesia de Algés | População da freguesia de Algés | População da freguesia de Algés |
| ------------------------------- | ------------------------------- | ------------------------------- | ------------------------------- | ------------------------------- | ------------------------------- | ------------------------------- | ------------------------------- | ------------------------------- | ------------------------------- | ------------------------------- | ------------------------------- | ------------------------------- | ------------------------------- | ------------------------------- |
| 1864                            | 1878                            | 1890                            | 1900                            | 1911                            | 1920                            | 1930                            | 1940                            | 1950                            | 1960                            | 1970                            | 1981                            | 1991                            | 2001                            | 2011                            |
|                                 |                                 |                                 |                                 |                                 |                                 |                                 |                                 |                                 |                                 |                                 |                                 |                                 | 19 542                          | 22 273                          |

Criada pela Lei n.º 17-I/93  ,  de 11 de Junho, com lugares desanexados da freguesia de Carnaxide

## Património
- Palácio Anjos
- Palácio Ribamar
- Cruzeiro de Algés
- Antiga Fábrica de Ceramica de Montargila

## Galeria

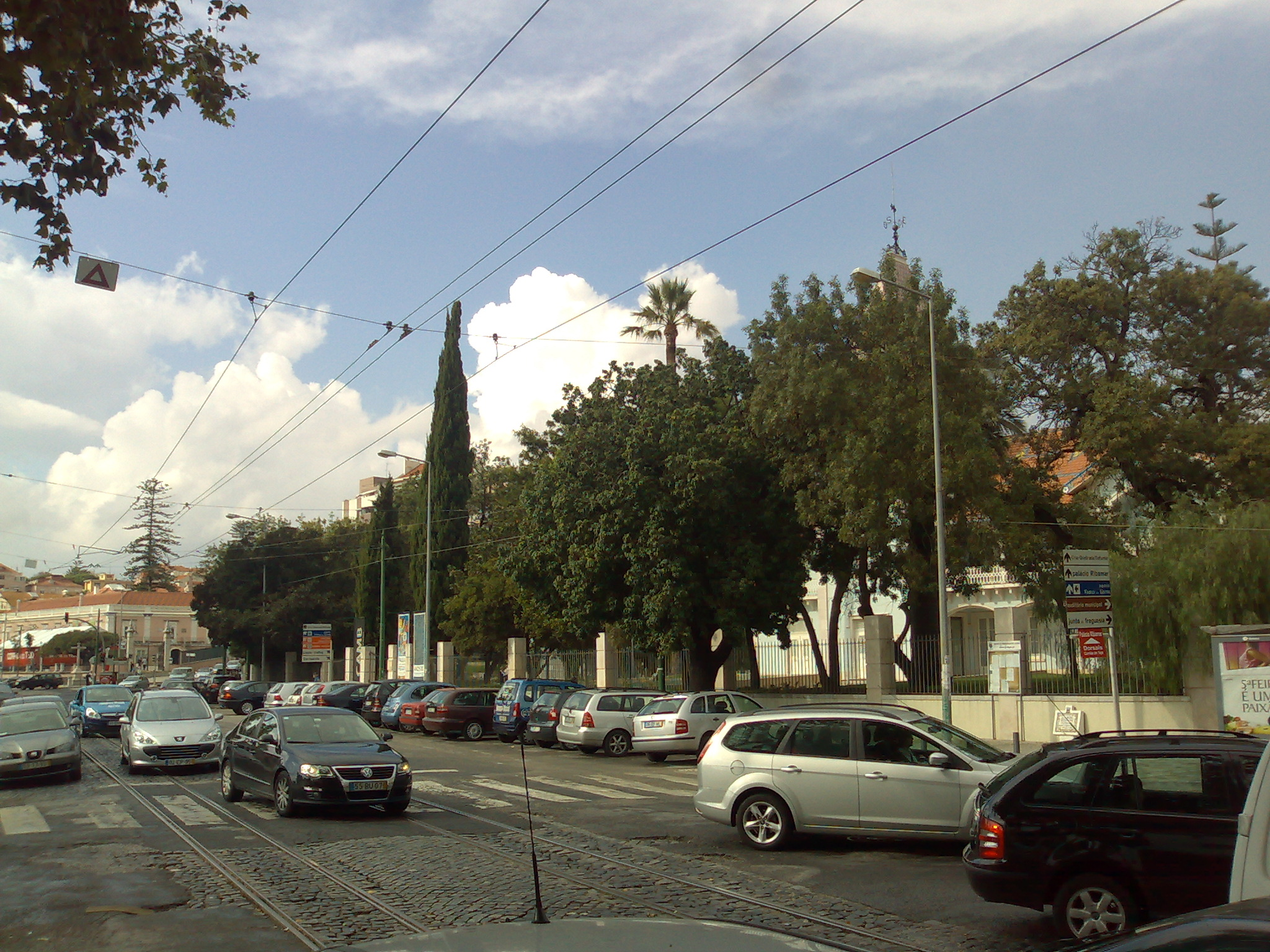
Algés
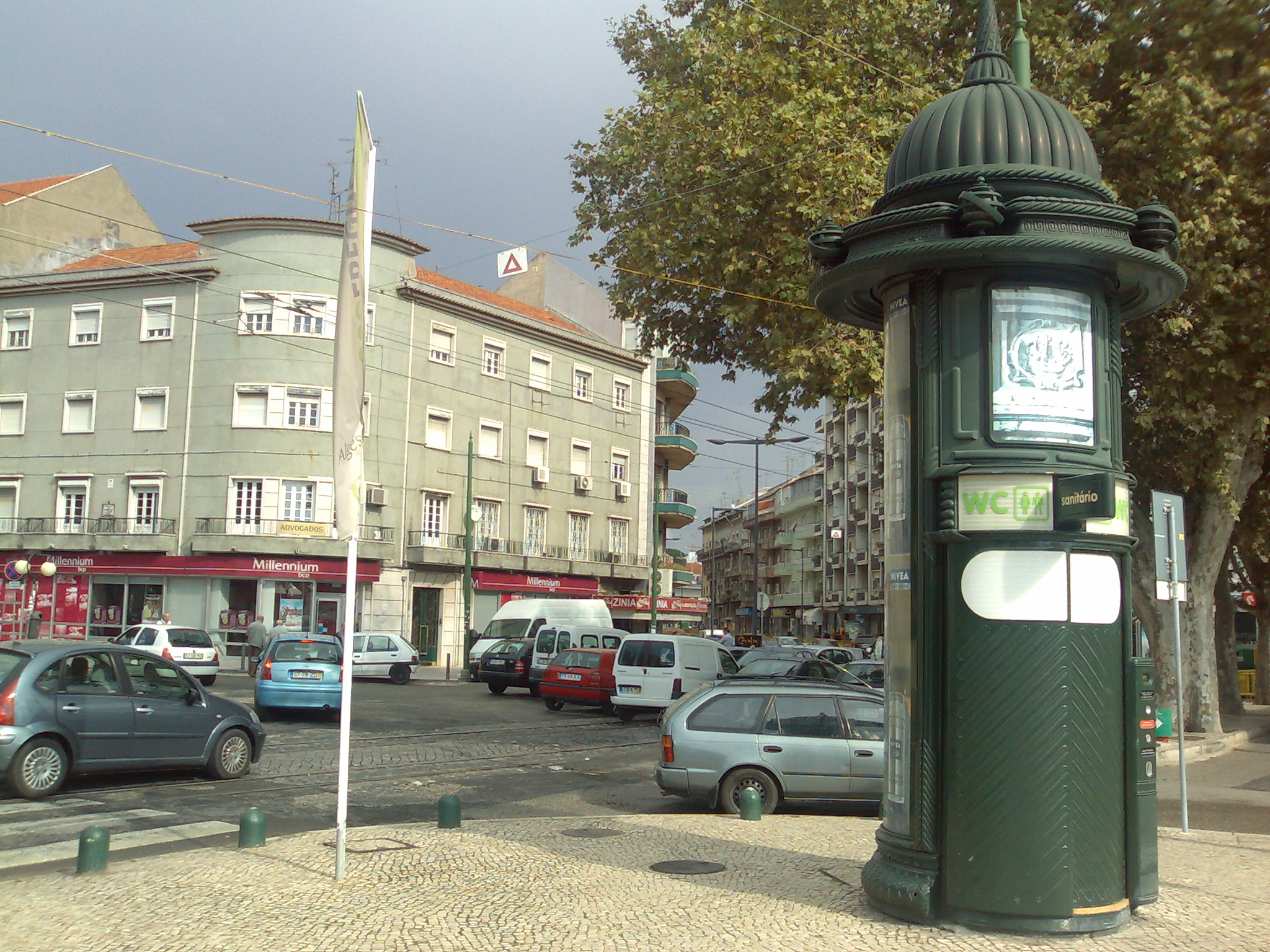
Área comercial
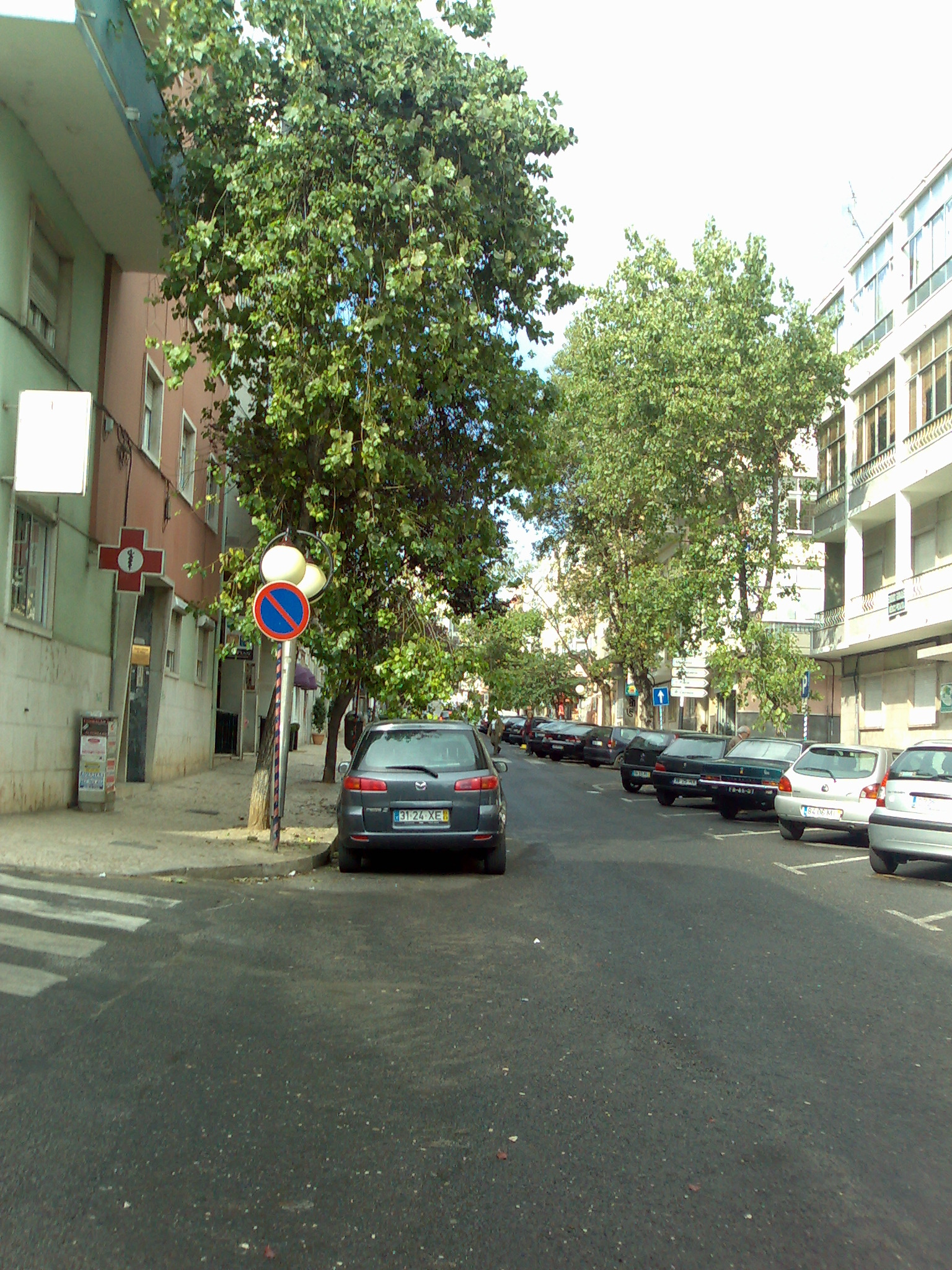
Área residencial
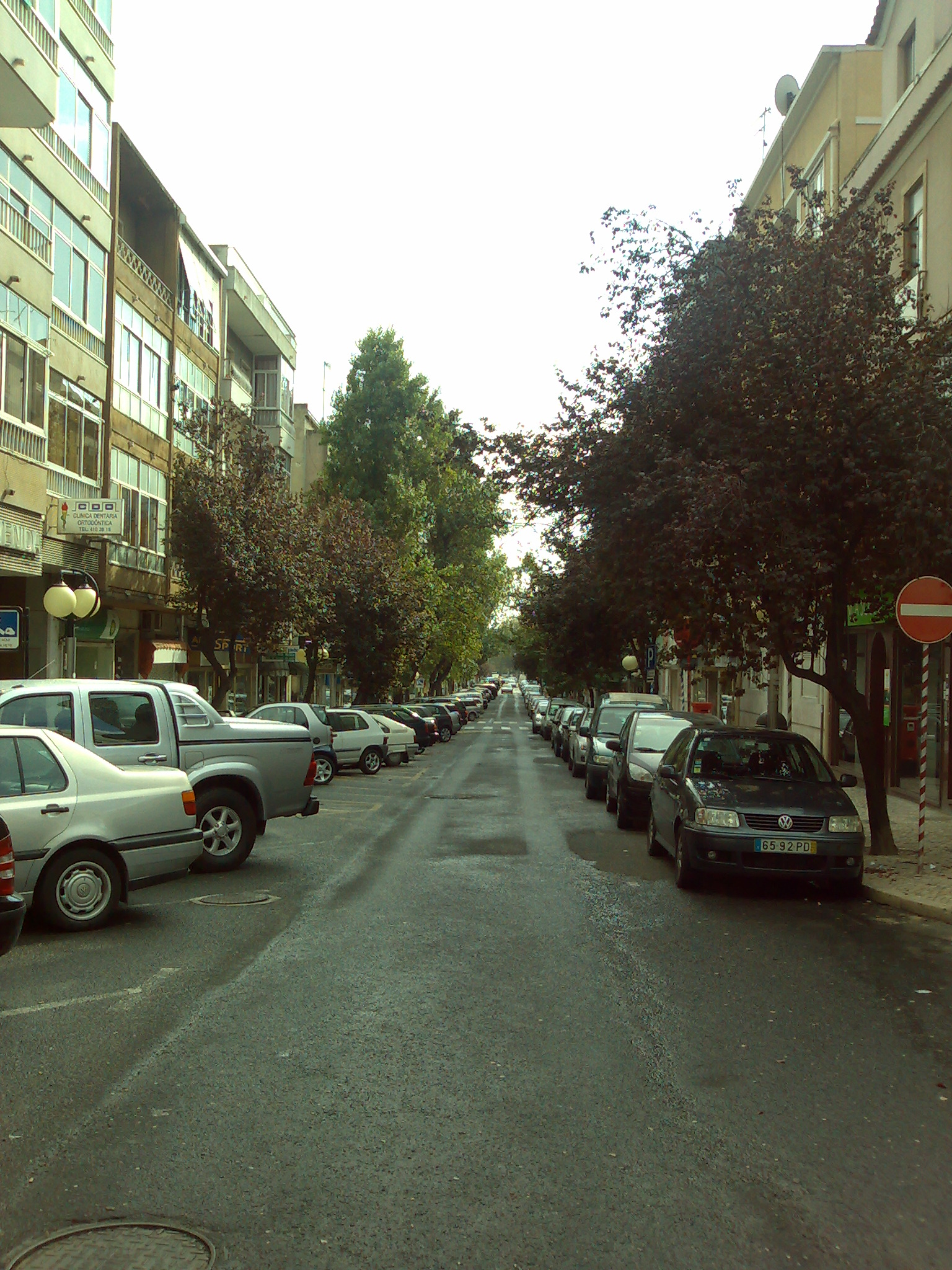
Casario
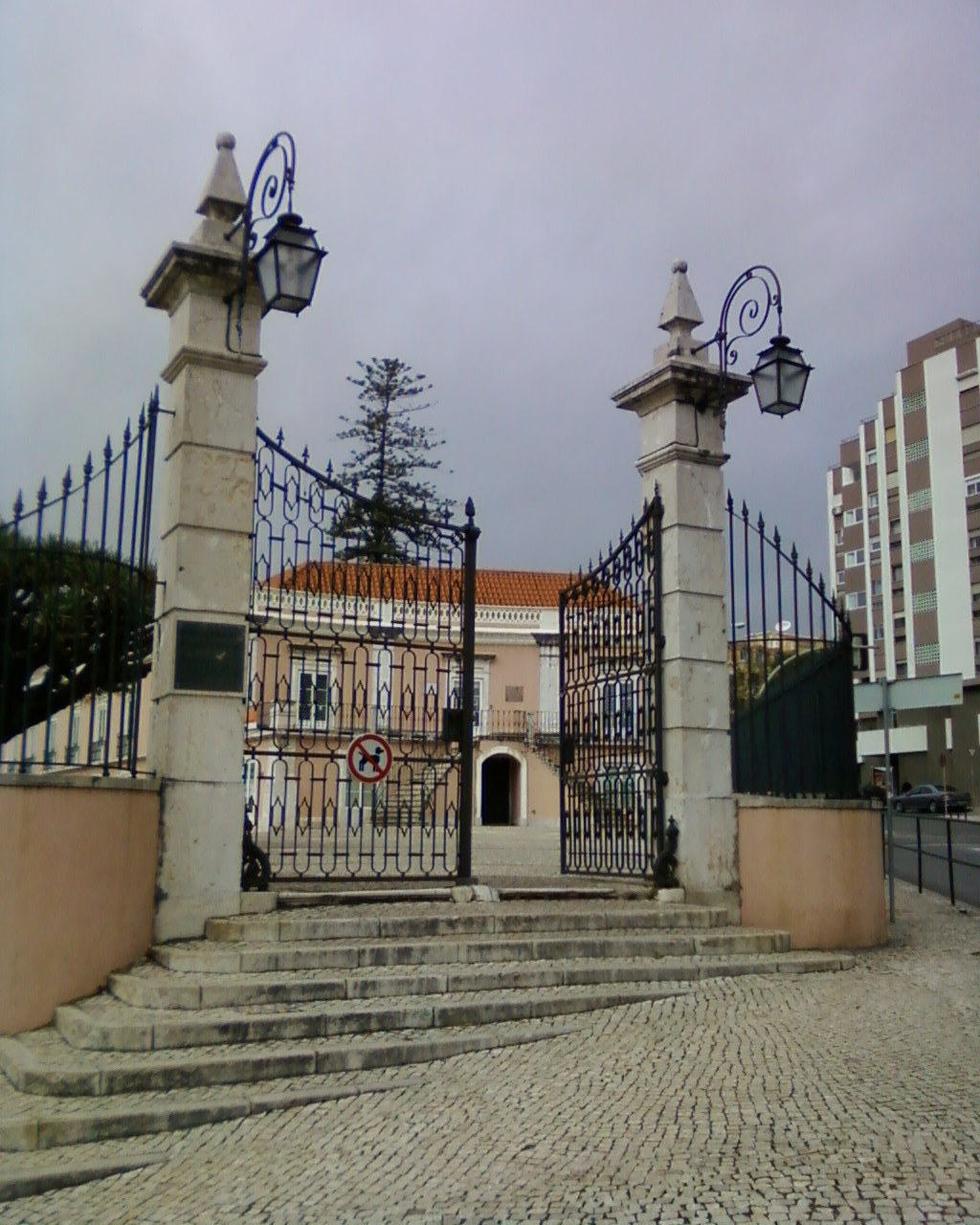
Palácio Ribamar
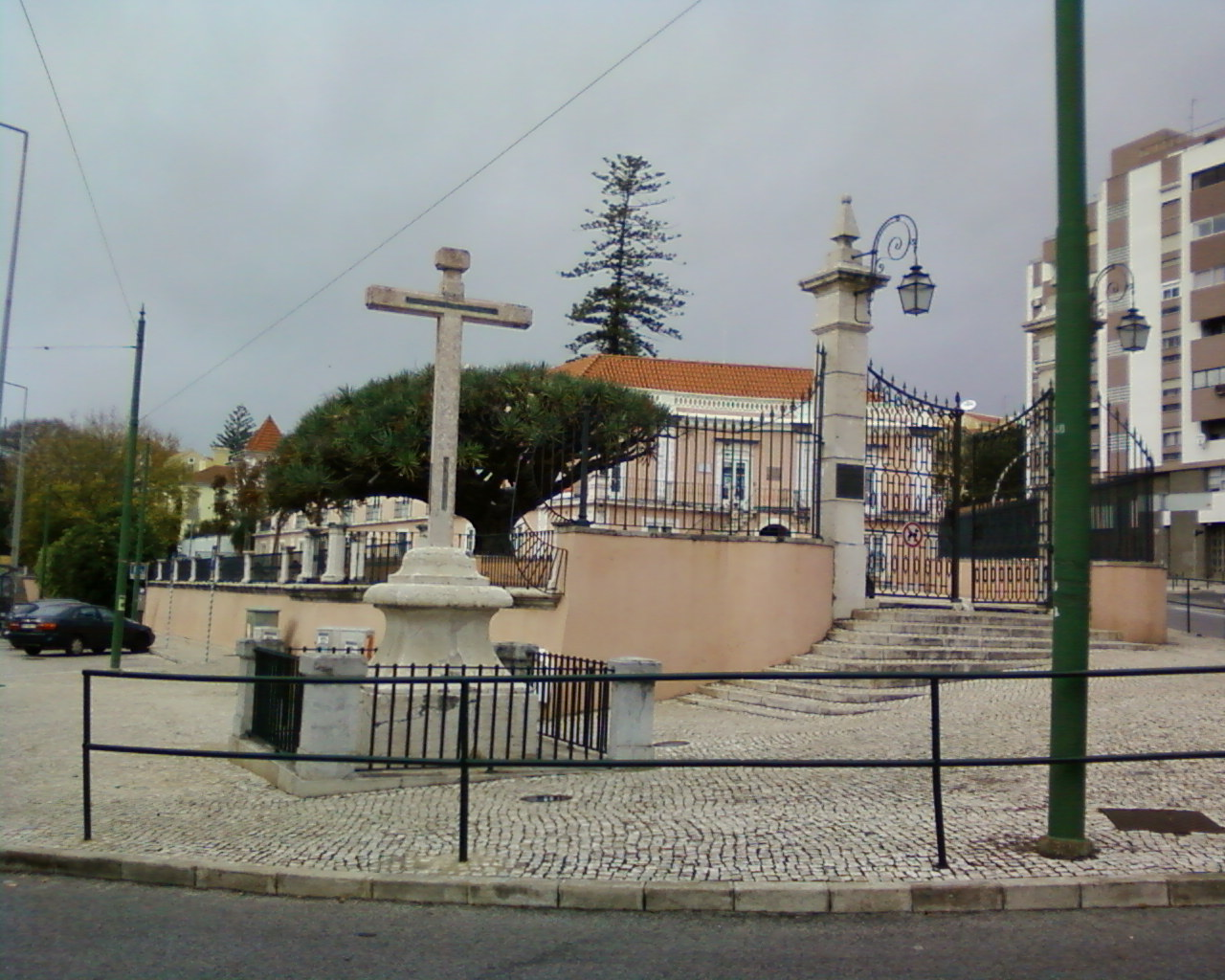
Cruzeiro de Algés